# Хронологія світових рекордів з бігу на 60 метрів з бар'єрами серед чоловіків
Світові рекорди з легкої атлетики з бігу на 60 метрів з бар'єрами серед чоловіків визнаються Світовою легкою атлетикою з-поміж результатів, які показали легкоатлети як просто неба, так і в приміщенні, за умови дотримання встановлених вимог.
Світові рекорди з бігу на 60 метрів з бар'єрами, незалежно від місця розташування (просто неба чи під дахом), фіксуються з листопада 2023.
Упродовж 1987—2023, світові рекорди на цій дистанції фіксувались лише за умови, коли їх показали під дахом (у приміщенні).
До 1987, велась неофіційна статистика вищих світових досягнень з бігу на 60 метрів з бар'єрами в приміщенні, як за автоматичним (електронним), так і за ручним хронометражем.

## Хронологія вищих світових досягнень

### Ручний хронометраж
| Результат | Атлет               | Місто змагань | Дата змагань | Примітки | Відео |
| --------- | ------------------- | ------------- | ------------ | -------- | ----- |
| 7,7i      | Едді Оттоз Італія   | Дортмунд      | 27.03.1966   |          |       |
| 7,7i      | Едді Оттоз Італія   | Дортмунд      | 27.03.1966   |          |       |
| 7,7i      | Джон Нгено Кенія    | Портленд      | 31.01.1976   |          |       |
| 7,4i      | Андреас Ошкенат НДР | Будапешт      | 12.02.1983   |          |       |

### Автоматичний хронометраж
| Результат | Атлет                    | Місто змагань | Дата змагань | Примітки | Відео |
| --------- | ------------------------ | ------------- | ------------ | -------- | ----- |
| 7,69i     | Франк Зібек НДР          | Роттердам     | 11.03.1973   |          |       |
| 7,66i     | Анатолій Мошіашвілі СРСР | Гетеборг      | 10.03.1974   |          |       |
| 7,66i     | Франк Зібек НДР          | Катовиці      | 09.03.1975   |          |       |
| 7,62i     | Томас Мункельт НДР       | Сан-Себастьян | 13.03.1977   |          |       |
| 7,62i     | Томас Мункельт НДР       | Мілан         | 12.03.1978   |          |       |
| 7,62i     | Ренальдо Нехемія США     | Монреаль      | 11.02.1979   |          |       |
| 7,59i     | Томас Мункельт НДР       | Відень        | 25.02.1979   |          |       |
| 7,54i     | Юрій Черваньов СРСР      | Зіндельфінген | 02.03.1980   |          |       |
| 7,48i     | Томас Мункельт НДР       | Будапешт      | 06.03.1983   |          |       |
| 7,47i     | Марк Маккой Канада       | Токіо         | 08.03.1986   |          |       |

## Хронологія світових рекордів
| Результат                            | Атлет                         | Місто змагань | Дата змагань | Примітки    | Відео            |
| ------------------------------------ | ----------------------------- | ------------- | ------------ | ----------- | ---------------- |
| 7,36i                                | Грег Фостер США               | Лос-Анджелес  | 16.01.1987   |             | Відео на YouTube |
| 7,36i                                | Колін Джексон Велика Британія | Глазго        | 12.02.1994   |             |                  |
| 7,30i                                | Колін Джексон Велика Британія | Зіндельфінген | 06.03.1994   |             | Відео на YouTube |
| 7,29i                                | Грант Голловей США            | Мадрид        | 24.02.2021   | [ 1 ] [ 2 ] | Відео на YouTube |
| 7,29i                                | Грант Голловей США            | Белград       | 20.03.2022   | [ 3 ] [ 4 ] | Відео на YouTube |
| 7,27i                                | Грант Голловей США            | Альбукерке    | 16.02.2024   | [ 5 ] [ 6 ] |                  |
| 1 рік, 37 днів від дати встановлення |                               |               |              |             |                  |